# Val (Hopper)
Val (angleško Ground Swell) je slika olje na platnu iz leta 1939 ameriškega umetnika Edwarda Hopperja, ki prikazuje pet ljudi na nagnjenem čolnu v rahlem valovanju, ki gledajo v zloveščo bojo. Od leta 1943 je bil v zbirki umetniške galerije Corcoran, dokler ga leta 2014 ni odkupila Narodna galerija umetnosti v Washingtonu, D.C.
Muzej ameriške umetnosti Whitney v New Yorku izvaja več pripravljalnih študij.

## Opis
Slika prikazuje skupino mladih v čolnu, ki ga je zajelo morsko valovanje. Svetlo obsijano s soncem razkriva Hopperjevo navdušenje nad morjem, ki ga lahko najdemo tudi v njegovih drugih navtičnih slikah in morskih krajinah – predvsem njegovih slikah svetilnikov v Novi Angliji, kot sta Lighthouse Hill (1927) in The Long Leg (1930). Vse te slike pa preveva občutek izoliranosti. Konkretno v Valu osamljenost čolna in precej zlovešča prisotnost boje označujeta temo bližajoče se pogube. Kustos Narodne galerije umetnosti Adam Greenhalgh piše, da se slika verjetno nanaša na začetek druge svetovne vojne, ki se je zgodila, ko je Hopper delal na Valu.
Čoln pluje po s soncem obsijanem morju, s tremi potniki, dvema moškima in žensko ter še enim moškim za krmilom. Moški so zgoraj brez, z dolgimi belimi hlačami; ženska nosi rdečo ruto čez lase in rdeč zgornji del s prevezo in temne hlače. Ljudje ne posvečajo pozornosti drug drugemu, saj so vsi osredotočeni na zlovešče zvončasto bojo, ki niha na valovih. Modro-zelena boja z rjavimi morskimi algami je edina temna poteza v prizoru, v katerem prevladujeta svetlo modra in bela barva, njen žvenketajoči zvon opozarja na neizbežne, a skrite nevarnosti. Cirusi (oblaki) na nebu naznanjajo bližajočo se nevihto, ki jo nakazuje temna črta obzorja, morda na to vpliva Hopperjeva izkušnja med orkanom v Novi Angliji leta 1938 prejšnje leto.
Kompozicija z nagnjenim čolnom je podobna kompozicijam Thomasa Eakinsa Starting Out after Rail iz leta 1874 in Breezing Up (Fair Wind) Winslowa Homerja 1873–1876. Homerjeva slika je nastala nekaj let po koncu ameriške državljanske vojne, s posadko čolna, ki optimistično gleda proti obzorju: v Hopperjevem delu prizor miru vsebuje note nevarnosti.
Preden je izvedel Val, je Hopper naredil številne pripravljalne študije, od katerih so nekatere zdaj v Muzeju ameriške umetnosti Whitney. Kompozicijsko sta skici enaki, vendar kustos muzeja Whitney, Carter Foster, ugotavlja, da so bile majhne razlike med skicami, kot sta obrezovanje in stopnja podrobnosti, ki so bile sintetizirane v končnem delu.
Hopper je uporabil srednje težko navadno tkano platno 'Winton', z zrnatostjo, zaradi katere je primerno za krajine in morje, komercialno predhodno premazano s tanko plastjo kremne barve. Grafitne kvadratne črte kažejo, da je bil pomanjšan iz prejšnje risbe ali fotografije. Barva je na mnogih področjih nanesena na tanko, vendar je morje naslikano z veliko debelimi plastmi, skozi katere Hopper vleče čopič, belo jadro pa je na debelo naneseno s paletnim nožem. Vrvje je bilo dodano z grafitnim svinčnikom.

## Izvor
Hopper je delo naslikal v svojem ateljeju v Truru v Massachusettsu avgusta in septembra 1939. Svoje dnevnike je dokončal 15. septembra 1939. Dokončano delo je bilo razstavljeno na 18. bienalni razstavi sodobnih ameriških oljnih slik v galeriji Corcoran Art leta 1943, pri katerem je bil Hopper žirant. Z razstave ga je pridobila umetniška galerija Corcoran in ostala v galeriji Corcoran, dokler ni bila razpuščena. Leta 2014 je Val kupila Narodna galerija umetnosti s skladom Williama A. Clarka. Slika je trenutno del zbirke Corcoran Narodne galerije.

## Zapuščina
Hopperjeva slika je postala predmet predavanja in članka profesorja Stanfordske univerze Aleksandra Nemerova z naslovom Ground Swell: Edward Hopper leta 1939. V predavanju in članku Nemerov preučuje povezave Vala s političnimi in kulturnimi dogodki leta 1939, kot tudi osebni pomen slike za Hopperja. Nemerovo predavanje je potekalo leta 2007 s financiranjem fundacije Wyeth za ameriško umetnost, medtem ko je bil članek leta 2008 objavljen v jesenski številki revije American Art.